# Jean Tiberghien
Jean Tiberghien (* 2. April 1995) ist ein ehemaliger französischer Skilangläufer.

## Werdegang
Tiberghien nahm von 2011 bis 2015 an U18 und U20-Rennen im Alpencup teil. Dabei belegte er in der Saison 2013/14 den vierten Platz und 2014/15 den zweiten Rang in der U20 Gesamtwertung. Sein bestes Resultat beim Europäischen Olympischen Winter-Jugendfestival 2013 in Predeal war der vierte Platz über 10 km Freistil. Bei den Nordischen Junioren-Skiweltmeisterschaften 2014 im Val di Fiemme holte er die Silbermedaille mit der Staffel und die Goldmedaille im Sprint. Zudem errang er dort den 28. Platz im Skiathlon. Im folgenden Jahr gewann er bei den Nordischen Junioren-Skiweltmeisterschaften in Almaty die Silbermedaille mit der Staffel. In den Einzelrennen dort lief er auf den 28. Platz im Skiathlon, auf den 19. Rang im Sprint und auf den achten Platz über 10 km Freistil. Im Dezember 2015 startete er in Prémanon erstmals im Alpencup und belegte dabei den 32. Platz über 15 km klassisch und den 23. Rang über 15 km Freistil. Bei den U23-Skiweltmeisterschaften 2016 in Râșnov gewann er die Bronzemedaille im Sprint und belegte über 15 km Freistil den 11. Platz. In der Saison 2016/17 holte er in Planica über 10 km Freistil und in Seefeld in Tirol über 3,3 km Freistil seine ersten Siege im Alpencup. Zudem wurde er in St. Ulrich am Pillersee Zweiter über 15 km Freistil und erreichte damit den neunten Platz in der Gesamtwertung des Alpencups. Sein Debüt im Weltcup hatte er im Dezember 2016 in Davos, das er auf dem 45. Platz über 30 km Freistil. Bei den U23-Skiweltmeisterschaften 2017 in Soldier Hollow kam er auf den zehnten Platz im Skiathlon und auf den achten Rang über 15 km Freistil. In der folgenden Saison gewann er mit sieben Top-Zehn-Platzierungen, darunter zwei zweite Plätze und einen ersten Rang, die Gesamtwertung des Alpencups. Bei den U23-Skiweltmeisterschaften 2018 in Goms belegte er den 30. Platz im Sprint und den 11. Rang im Skiathlon. 
Nach Platz 53 bei der Lillehammer Tour zu Beginn der Saison 2018/19, gewann Tiberghien den Marathon de Bessans über 42 km Freistil und errang mit zwei zweiten Plätzen, den zweiten Platz in der Gesamtwertung des Alpencupss. In der Saison 2019/20 holte er in Pragelato über 10 km Freistil seinen vierten Sieg im Alpencup. Zudem wurde er in Piancavallo über 15 km Freistil Zweiter und in St. Ulrich am Pillersee über 10 km Freistil Dritter und gewann damit die Gesamtwertung des Alpencups. Beim Marathon de Bessans errang er den zweiten Platz. Im Februar 2020 holte er bei der Ski Tour, die er auf dem 41. Platz beendete, mit dem 28. Platz im 34-km-Massenstartrennen in Meråker seine einzigen Weltcuppunkte. Letztmals im Weltcup startete er im Dezember 2020 in Davos, wobei er den 60. Platz im Sprint errang.

## Siege bei Continental-Cup-Rennen
| Nr. | Datum           | Ort              | Disziplin                 | Serie    |
| --- | --------------- | ---------------- | ------------------------- | -------- |
| 1.  | 7. Januar 2017  | Planica          | 10 km Freistil            | Alpencup |
| 2.  | 17. März 2017   | Seefeld in Tirol | 3,3 km Freistil           | Alpencup |
| 3.  | 18. März 2018   | Baqueira-Beret   | 15 km Freistil Verfolgung | Alpencup |
| 4.  | 19. Januar 2020 | Pragelato        | 10 km Freistil            | Alpencup |